# Expédition de la Jamaïque
L'expédition de la Jamaïque est organisée en 1694 par le gouverneur de Saint-Domingue Jean-Baptiste du Casse, contre les Anglais, en pleine guerre de la Ligue d'Augsbourg et trois ans avant la paix de Ryswick, par les flibustiers de Saint-Domingue et permit de rapporter de l’indigo et 3 000 esclaves. 
Cette expédition est le point de départ de la traite négrière et de l'exploitation des esclaves à Saint-Domingue où dès 1702 existait une cinquantaine de sucreries.

## Historique
L'expédition trouve son origine parmi les jacobites émigrés en France à la suite du traité de Limerick de décembre 1691, les Irlandais de Nantes, selon l'historien américain Clarence H. Haring et intervient deux ans après le terrible tremblement de terre de la Jamaïque de 1692, qui fit plusieurs milliers de morts et obligea à reconstruire la capitale. L'objectif français est de ruiner la colonie, pour donner le coup de grâce aux anglais,  selon les lettres de l'amiral Du Casse à son ministre, qui explique que l'Angleterre n'aura plus que la Barbade pour se financer, montrant à quel point l'industrie sucrière est alors considérée sous un angle de puissance militaire et géopolitique.
À la tête des corsaires de Saint-Domingue, Jean-Baptiste du Casse avait été depuis 1677 gouverneur de la côte occidentale de l’Afrique, puis directeur de la Compagnie du Sénégal, fonction dans laquelle il obtint le privilège de vendre aux Antilles chaque année pendant 8 ans, 2 000 esclaves destinés à l’exploitation des plantations de sucre.
Le 8 juin 1694, guidés par deux renégats irlandais, les irlandais de Nantes forment la majeure partie d'une flotte de 22 vaisseaux et 1 500 hommes partis  de Nantes sous la direction de l'amiral Jean-Baptiste du Casse pour attaquer la Jamaïque. La flotte quitte Petit-Goâve le 11 juin et arrive à Cow Bay le 27 juin. Ils brûlent des centaines de maisons et s'emparent de 1 300 esclaves qu'ils envoient à Petit-Goâve. Les assaillants ne cherchent finalement pas à s'emparer de la Jamaïque, jugée trop difficile à prendre, selon l'historien américain Clarence H. Haring.
Parmi les assaillants aussi, Jean Le Goff de Beauregard, capitaine des milices de la Grande-Anse (1677), puis conseiller au Conseil Supérieur du Petit-Goâve (1685), ou Jean Bernanos.
Ducasse laissa huit navires à Port Morant. Le reste, au nombre de quatorze, alla mouiller à Cow Bay à sept lieues au vent de Port Royal. Là les Français apprirent que le gouverneur Beeston avait été prévenu de leur arrivée et que Port Royal était en état d'alerte. Ducasse y serait quand même allé, mais plusieurs officiers s'y refusèrent. 
Jean-Baptiste du Casse ordonne alors au major Jean Le Goff de Beauregard de débarquer à Cow Bay, à la tête de 800 hommes. Celui-ci brûla et ravagea tout sur son passage jusqu'à Port Morant, capturant un millier d'esclaves puis fut envoyé avec 200 hommes à Port Maria, endroit à partir duquel il fit subir le même sort aux plantations de la côte nord de la Jamaïque avant de se retirer à l'approche des milices locales. Les Français rembarquent le 13 août et rentrent à Petit-Goâve le lendemain.
Les débarquements effectués par les français à Morant Bay et Carlisle Bay se soldent finalement par la destruction de 50 sucreries, et par l'enlèvement, au total, de 1 300 esclaves et le vol d'énormes quantités de fournitures. Seule la résistance des milices de Spanish Town a sauvé l'île de l'invasion.
Jean-Baptiste du Casse y gagne en réputation et est ensuite nommé chef d'escadre puis lieutenant général des armées navales, et commande en 1714 la flotte qui investit Barcelone.
L'année suivante, les Anglais menèrent avec les Espagnols une expédition punitive au Cap Français et à Port-de-Paix qu'ils brulent et pillent. En 1697, les Français s'attaquent à Carthagène des Indes, et ces hostilités ne prennent fin qu'au cours de cette année 1697 par le traité de Ryswick, qui mit fin à la Guerre de la Ligue d'Augsbourg. Dès 1698, un an après, Louis XIV créait la Compagnie de Saint-Domingue pour la traite négrière.

### Sources et bibliographie
- Moreau de Saint-Méry, Description topographique, physique, civile, politique et historique de la partie française de l'isle Saint-Domingue, Philadelphie, Paris, Hambourg, 1797-1798, (réédition, 3 volumes, Paris, Société française d'histoire d'outre-mer, 1984), p. 1169-1170.